# Buzz Sawyer
Bruce Alan Woyan (St. Petersburg, 14 giugno 1959 – Sacramento, 7 febbraio 1992) è stato un wrestler statunitense, maggiormente conosciuto con il ring name Buzz Sawyer.

## Carriera nel wrestling
Sawyer iniziò la carriera nel 1978 nella National Wrestling Alliance. Vi rimase fino al 1984 pur effettuando brevi stint nella Georgia Championship Wrestling nello stesso periodo. Lottava principalmente in coppia con il fratello Brett Sawyer. In questo periodo ebbe un feud con i Road Warriors.
Altra rivalità notevole fu quella con Tommy Rich che si sviluppò attraverso diversi match sanguinosi, compreso uno svoltosi all'interno di una gabbia d'acciaio completamente chiusa. Fu questo incontro in particolare ad essere citato da Shawn Michaels come fonte di ispirazione per la tipologia di match detta Hell in a Cell poi messa in atto con successo nella WWE.
Nel 1984, Sawyer trascorse un breve periodo nella World Wrestling Federation. Presentato come "Bulldog" Buzz Sawyer, durante le sue poche apparizioni televisive, ebbe come manager Captain Lou Albano. Il suo personaggio non riscosse particolare successo, e poco tempo dopo Sawyer tornò a lottare nella NWA. Altre rivalità del periodo lo videro scontrarsi con Mike Graham, Dusty Rhodes, ed Adrian Street.
Nel 1985, Buzz passò alla Mid-South Wrestling (che nel 1986 divenne la Universal Wrestling Federation) e divenne un "protetto" di Dick Slater. Quando Slater vinse il titolo North American, donò il Mid-South TV Title a Sawyer per difenderlo a suo nome.
Nel 1986, Sawyer lasciò l'UWF per passare alla World Class Championship Wrestling. Lì formò un tag team con Matt Borne, e i due vinsero il WCWA Tag Team Championship. Inoltre egli conquistò anche il WCWA Television Championship e il WCWA Texas Heavyweight Championship. Ebbe un feud con Dingo Warrior (il futuro Ultimate Warrior) prima di essere licenziato dalla federazione per aver fallito un test anti-droga.
Nel 1989 entrò nella WCW come membro della stable J-Tex Corporation capeggiata da Gary Hart, in contrapposizione ai Four Horsemen, ed ebbe vari match con Arn Anderson. Quindi si unì al gruppo "Slaughterhouse" di Kevin Sullivan. Al ppv WrestleWar del 1990, si fratturò un polso e non tornò mai più a lottare in WCW.

## Vita privata
Woyan era conosciuto per il suo comportamento violento e rissoso, anche al di fuori del ring e nella vita privata. Una volta sfidò apertamente degli agenti di polizia all'uscita da un bar, ed era nota la sua dipendenza da droghe di vario tipo. Si occupò di allenare anche alcuni wrestler. Mark Calaway (The Undertaker) chiese a Woyan di addestrarlo, ma lui gli mostrò solo poche prese e poi se ne andò abbandonando l'allenamento. In seguito Calaway sarebbe diventato famoso con il ring name "The Undertaker" riscuotendo enorme successo nel mondo del wrestling.

## Morte
Il 7 febbraio 1992 Sawyer morì di infarto causato da un'overdose di droga.

## Personaggio
Mosse finali
- Diving splash
- Powerslam

Soprannomi
- "Bulldog"
- "Mad Dog"

## Titoli e riconoscimenti
- Georgia Championship Wrestling
  - NWA National Heavyweight Championship (1)
  - NWA National Tag Team Championship  (2) – con Brett Sawyer
- Memphis Wrestling
  - AWA Southern Heavyweight Championship (1)
- Mid-Atlantic Championship Wrestling
  - NWA Mid-Atlantic Tag Team Championship (1) – con Matt Borne
- Mid-South Wrestling Association / Universal Wrestling Federation
  - Mid-South North American Heavyweight Championship (1)
  - UWF World Television Championship (1)
- Pacific Northwest Wrestling
  - NWA Pacific Northwest Tag Team Championship (1) – con Brett Sawyer
- Pro Wrestling Illustrated
  - 185º classificato nella lista dei migliori 500 wrestler singoli durante i "PWI Years" del 2003.
- Southeastern Championship Wrestling
  - NWA Southeastern Television Championship (1)
- World Class Wrestling Association
  - WCWA Television Championship (1)
  - WCWA Texas Heavyweight Championship (1)
  - WCWA World Tag Team Championship (1) – con Matt Borne
- Wrestling Observer Newsletter
  - Most Underrated Wrestler (1981)
  - Best Heel (1982)